# Étupes
Étupes és un municipi francès situat al departament del Doubs i a la regió de Borgonya - Franc Comtat. L'any 2007 tenia 3.346 habitants.

## Demografia

### Població
El 2007 la població de fet d'Étupes era de 3.346 persones. Hi havia 1.390 famílies de les quals 405 eren unipersonals (195 homes vivint sols i 210 dones vivint soles), 450 parelles sense fills, 443 parelles amb fills i 92 famílies monoparentals amb fills.
La població ha evolucionat segons el següent gràfic:
Habitants censats

### Habitatges
El 2007 hi havia 1.459 habitatges, 1.408 eren l'habitatge principal de la família, 6 eren segones residències i 46 estaven desocupats. 943 eren cases i 511 eren apartaments. Dels 1.408 habitatges principals, 900 estaven ocupats pels seus propietaris, 482 estaven llogats i ocupats pels llogaters i 27 estaven cedits a títol gratuït; 5 tenien una cambra, 87 en tenien dues, 275 en tenien tres, 441 en tenien quatre i 601 en tenien cinc o més. 1.042 habitatges disposaven pel capbaix d'una plaça de pàrquing. A 652 habitatges hi havia un automòbil i a 587 n'hi havia dos o més.

### Piràmide de població
La piràmide de població per edats i sexe el 2009 era:
| Homes | Edats   | Dones |
| ----- | ------- | ----- |
| 0     | 95 o +  | 4     |
| 0     | 90 a 94 | 4     |
| 8     | 85 a 89 | 28    |
| 28    | 80 a 84 | 20    |
| 72    | 75 a 79 | 81    |
| 77    | 70 a 74 | 80    |
| 93    | 65 a 69 | 135   |
| 114   | 60 a 64 | 87    |
| 103   | 55 a 59 | 105   |
| 105   | 50 a 54 | 102   |
| 103   | 45 a 49 | 92    |
| 125   | 40 a 44 | 137   |
| 142   | 35 a 39 | 138   |
| 139   | 30 a 34 | 82    |
| 115   | 25 a 29 | 156   |
| 98    | 20 a 24 | 78    |
| 130   | 15 a 19 | 89    |
| 109   | 10 a 14 | 153   |
| 138   | 5 a 9   | 93    |
| 99    | 0 a 4   | 83    |

## Economia
El 2007 la població en edat de treballar era de 2.077 persones, 1.491 eren actives i 586 eren inactives. De les 1.491 persones actives 1.302 estaven ocupades (708 homes i 594 dones) i 188 estaven aturades (94 homes i 94 dones). De les 586 persones inactives 191 estaven jubilades, 176 estaven estudiant i 219 estaven classificades com a «altres inactius».

### Ingressos
El 2009 a Étupes hi havia 1.467 unitats fiscals que integraven 3.543,5 persones, la mediana anual d'ingressos fiscals per persona era de 18.580 €.

### Activitats econòmiques
Dels 267 establiments que hi havia el 2007, 10 eren d'empreses extractives, 5 d'empreses alimentàries, 5 d'empreses de fabricació de material elèctric, 1 d'una empresa de fabricació d'elements pel transport, 34 d'empreses de fabricació d'altres productes industrials, 37 d'empreses de construcció, 55 d'empreses de comerç i reparació d'automòbils, 12 d'empreses de transport, 10 d'empreses d'hostatgeria i restauració, 8 d'empreses d'informació i comunicació, 8 d'empreses financeres, 12 d'empreses immobiliàries, 49 d'empreses de serveis, 16 d'entitats de l'administració pública i 5 d'empreses classificades com a «altres activitats de serveis».
Dels 54 establiments de servei als particulars que hi havia el 2009, 1 era una gendarmeria, 1 oficina de correu, 1 una oficina bancària, 5 tallers de reparació d'automòbils i de material agrícola, 1 taller d'inspecció tècnica de vehicles, 1 establiment de lloguer de cotxes, 1 autoescola, 1 paleta, 8 guixaires pintors, 6 fusteries, 5 lampisteries, 8 electricistes, 2 empreses de construcció, 3 perruqueries, 1 agència de treball temporal, 7 restaurants i 2 agències immobiliàries.
Dels 12 establiments comercials que hi havia el 2009, 2 eren botiges de menys de 120 m², 4 fleques, 1 una fleca, 1 una sabateria, 1 una botiga de mobles i 3 floristeries.

## Equipaments sanitaris i escolars
Els 3 equipaments sanitaris que hi havia el 2009 eren farmàcies.
El 2009 hi havia 1 escola maternal i 2 escoles elementals. Étupes disposava d'un col·legi d'educació secundària amb 412 alumnes.

## Poblacions més properes
El següent diagrama mostra les poblacions més properes.